# كنوت فريدريكسون
كنوت فريدريكسون (بالسويدية: Knut Fredriksson)‏ هو منافس ألعاب قوى سويدي، ولد في 3 مارس 1930.

## وصلات خارجية
- كنوت فريدريكسون على موقع أوليمبيديا (الإنجليزية)
- كنوت فريدريكسون على موقع اللجنة الأولمبية السويدية (السويدية)